# Osica de Jos
Osica de Jos es una comuna ubicada en el distrito de Olt, Rumania.

## Superficie
Posee una superficie de 22,49 kilómetros cuadrados.

## Demografía
Hasta 2021 la población era de 1538 habitantes, con una densidad de población de 68,39 habitantes por kilómetro cuadrado.